# Estación de Provençana
La estación de Provençana es una estación de la línea 10 del metro de Barcelona que está situada en el barrio de Santa Eulalia, en Hospitalet de Llobregat, entre las calles de Rosell y Aprestadora. Esta estación solo tiene un acceso. La estación tiene ascensores y escaleras mecánicas. Las obras de esta estación se reanuraron en junio de 2017 gracias a una inversión del govern de 37.000.000€. La estación fue inaugurada el 2 de marzo de 2019.

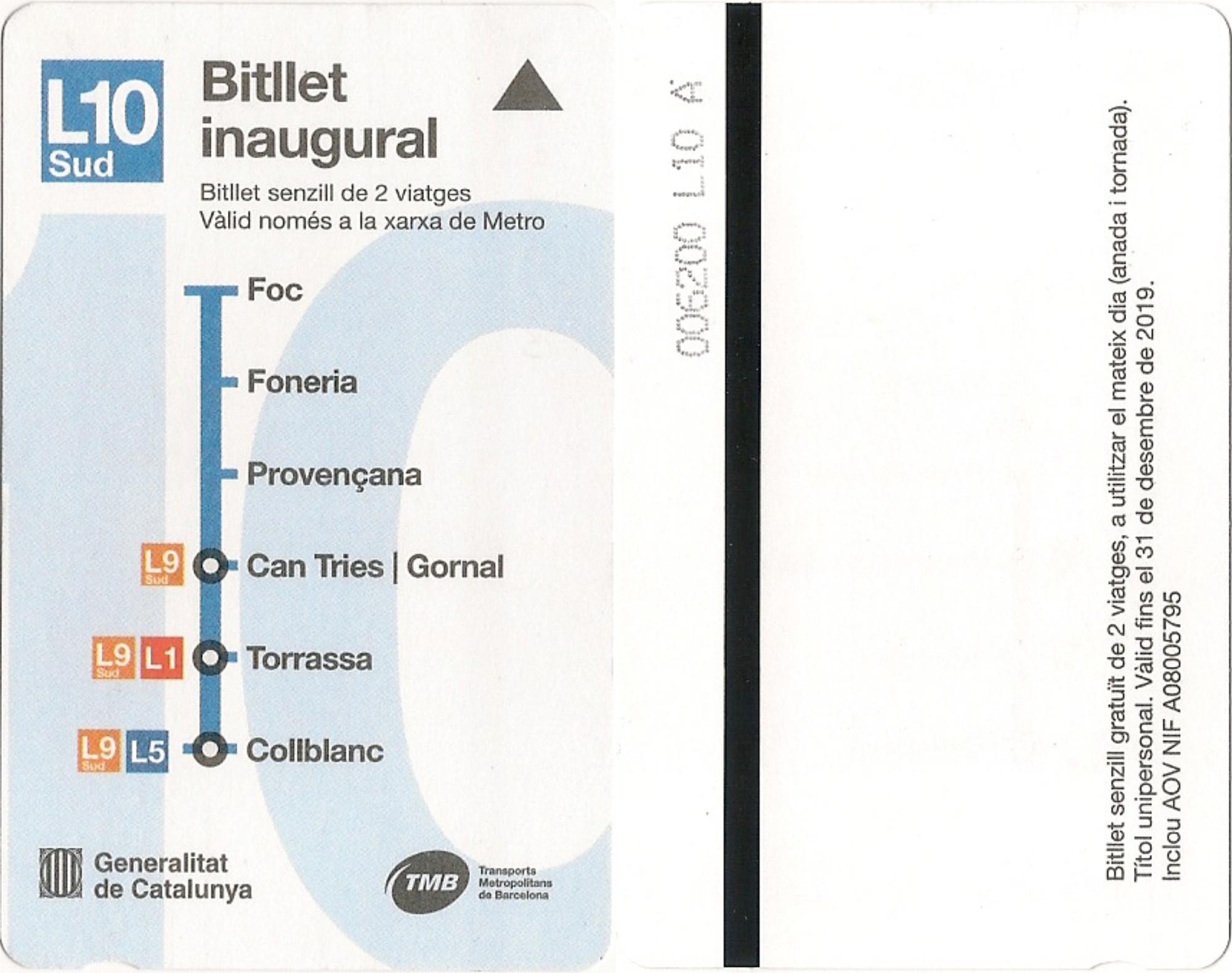
Billete inaugural repartido entre los primeros usuarios de la estación el día de su inauguración (2 de marzo de 2019)

| << cabecera                    | < estación            | línea | estación >          | cabecera >>    |
| ------------------------------ | --------------------- | ----- | ------------------- | -------------- |
| Metro                          |                       |       |                     |                |
| ZAL \| Riu Vell Pratenc (20??) | Ciutat de la Justícia |       | Can Tries \| Gornal | Collblanc Gorg |

- Datos: Q8841545
- Multimedia: Provençana metrostation / Q8841545